# Delal
Il Pira Delal (in curdo Pira Delal‎ "Il ponte Delal"  o semplicemente Pira Berî (ponte di pietra) oppure Ponte di Alessandro o Ponte romano di Zakho) è un antico ponte nella città di Zakho nel Kurdistan iracheno a circa 105 km a sud del Lago di Van quasi nel punto in cui si incontrano le frontiere di Iraq, Turchia e Siria.
Attraversa il fiume Piccolo Khabur (il quale non è da confondere con il fiume Hezil Suyu che scorre a ovest della città di Zakho). Metteva in comunicazione le due province romane della Mesopotamia e Assiria stava proprio sul loro confine congiungendo Arbela con Nisibis. Il nome Delal è assiro mentre "Pira Delal" è in lingua curda e significa "il più caro" (non in senso estetico ma nel senso della rarità e della unicità del ponte). Il nome riflette il modo in cui è ammirato attraverso gli occhi della gente locale e dei turisti.

## Storia
La data della costruzione del ponte Delal (l'unico ponte di possibili origini romane oltre a un altro a Eski Mossul, a essere stato costruito entro i confini dell'odierno Iraq) è incerta, ma si crede sia stato costruito durante l'Impero Romano nel 116-117 d.C. quando il territorio fu amministrato come provincia romana da Traiano.
Fu poi forse ricostruito e restaurato durante le campagne contro i Parti prima e poi i Sassanidi, ai tempi di Diocleziano, Giuliano e Giustiniano. Costruito forse sul percorso di una via tracciata dai Persiani e utilizzata poi da Alessandro Magno e dai suoi successori.
La parte superiore e soprattutto l'arcata centrale è stata restaurata più volte dagli Arabi.
Una leggenda narra che il ponte sarebbe crollato se sotto la sua arcata centrale non si fosse seppellita una giovane vergine, mentre un'altra riferisce che le mani del muratore che costruì il ponte furono amputate per assicurare che il ponte rimanesse unico al mondo.